# Система распределения тормозных усилий
Система распределения тормозных усилий (англ. Electronic brakeforce distribution, EBD) — продолжение развития системы ABS. Принципиальное отличие EBD и других систем от базовой ABS в том, что они помогают водителю управлять автомобилем постоянно, а не только при экстренном торможении, когда водитель ударяет по педали тормоза. При резком торможении на неоднородном покрытии автомобиль начинает  разворачивать. Это происходит от того, что степень сцепления колес с дорогой разная, а тормозное усилие, передаваемое на колеса, одинаковое. Система EBD, используя датчики ABS, анализирует положение каждого колеса при торможении и строго индивидуально дозирует тормозное усилие на нем. Также, инженерами было замечено, что при торможении основная масса нагрузки ложится на передние колёса, в то время как давление на задние ослабевает, при этом необходимо учитывать загрузку автомобиля. Это может привести к тому что задние колёса могут заблокироваться. Такая проблема решается двумя способами: автоматической регулировкой силы давления колодок на диски и уменьшением размеров тормозных дисков задних колёс.
В некоторых автомобилях данная система применяется для сохранения курсовой устойчивости при торможении в повороте, когда центр масс автомобиля переносится в сторону колёс, идущих по внешнему радиусу. В данном случае тормозные усилия распределяются не только между осями, но и между колёсами. Распределение зависит от расчётов, основанных на данных с различных датчиков. 
EBD помогает сохранить траекторию, уменьшает вероятность заноса или сноса при торможении в повороте и на смешанном покрытии. Электроника по разности частот вращения определяет, что колёса попали на участки с разнородным покрытием, и уменьшит тормозные силы на колёсах, которые имеют худшее сцепление с дорогой. Кстати, интенсивность замедления в этом случае снизится и будет определяться силой трения колеса (колёс), имеющего наихудшее сцепление с дорогой.